# Mariä Himmelfahrt (Reisch)

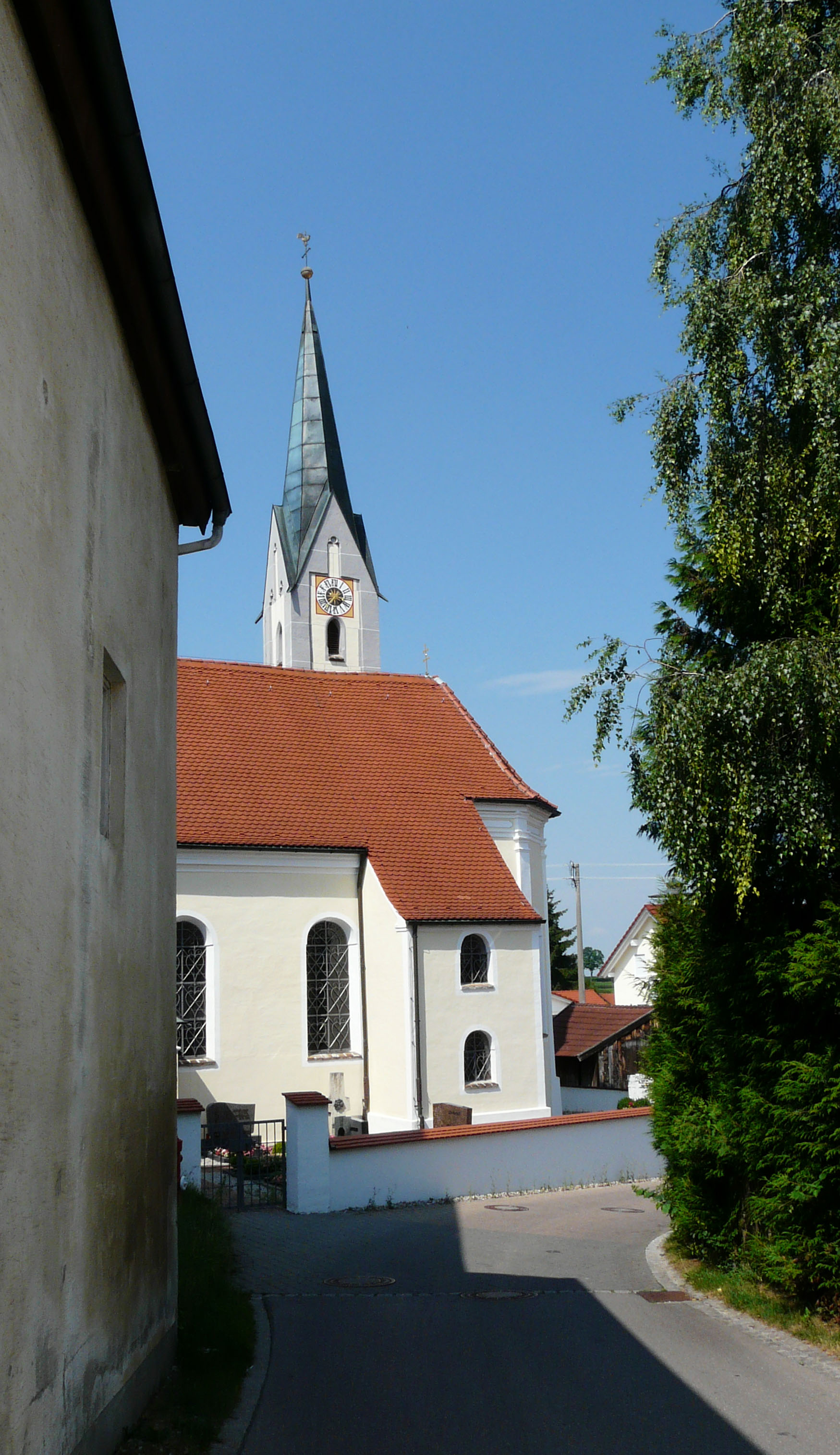
Mariä Himmelfahrt in Reisch

Die römisch-katholische Filialkirche Mariä Himmelfahrt steht in Reisch, einem Gemeindeteil der Großen Kreisstadt Landsberg am Lech. Sie ist in der Liste der Baudenkmäler in Landsberg am Lech als Baudenkmal unter der Nr. D-1-81-130-432 eingetragen. Die Kirche gehört zum Dekanat Landsberg des Bistums Augsburg.

## Beschreibung
Die im Kern gotische Saalkirche wurde im letzten Drittel des 15. Jahrhunderts erbaut und 1732 barock umgestaltet. Sie besteht aus dem Langhaus, dem eingezogenen, dreiseitig geschlossenen Chor im Osten, dem mit einem spitzen Helm bedeckten Chorflankenturm an der Nordwand und der Sakristei an der Südwand des Chors, in deren Obergeschoss sich ein Oratorium befindet. Auf der Südseite des Langhauses befindet sich ein Vorbau, in dem das Portal liegt.
Der Innenraum des Langhauses ist mit einem Stichkappengewölbe überspannt, der des Chors mit einer Kuppel. Der spätbarocke Stuck wurde 1732 eingebracht. Die um 1735 ausgeführten Deckenmalereien zeigen die Unbefleckte Empfängnis, die Mariä Heimsuchung und die Leibliche Aufnahme Mariens in den Himmel. Den um 1735 gebauten Hochaltar wurde von Lorenz Luidl entworfen und von Johann Luidl ausgeführt.